# New Era (Liverpool)
New Era is een historisch merk van motorfietsen.
De bedrijfsnaam was Era Motor Co. Ltd., Dingle, Liverpool.
Engels merk dat van 1920 tot 1922 voornamelijk Dalm-311 cc tweetaktmotoren in eigen frames bouwde, hoewel er ook enkele modellen met JAP- en Precision-inbouwmotoren waren. Zie ook Wheatcroft.